# Saint-Pierre-Canivet
Saint-Pierre-Canivet – miejscowość i gmina we Francji, w regionie Normandia, w departamencie Calvados.
Według danych na rok 1990 gminę zamieszkiwało 381 osób, a gęstość zaludnienia wynosiła 54 osoby/km² (wśród 1815 gmin Dolnej Normandii Saint-Pierre-Canivet plasuje się na 525. miejscu pod względem liczby ludności, natomiast pod względem powierzchni na miejscu 712.).